# نرم‌کرک‌ها
نرم‌کرک (نام علمی: Abrothrix) نام یک سرده از تیره همسترهای دم‌کوتاه است.